# Neville Francis Fitzgerald Chamberlain
Sir Neville Francis Fitzgerald Chamberlain (1856 - 18 de Maio de 1944) foi um militar britânico. É-lhe creditada a invenção do jogo de  snooker enquanto destacado na Índia Britânica. Era filho de Francis e neto de Henry Chamberlain, cônsul-geral britânico no Rio de Janeiro, e da sua segunda mulher, Anna Eugenia.
Recebeu o título de cavaleiro da Ordem do Banho e de cavaleiro da Real Ordem Vitoriana.